# Jerzy Służewski
Jerzy Jakub Służewski (ur. 25 lipca 1923 w Warszawie, zm. 8 marca 1995 tamże) – polski prawnik, profesor nauk prawnych, nauczyciel akademicki Wydziału Prawa i Administracji Uniwersytetu Warszawskiego, specjalista w zakresie nauki administracji i prawa administracyjnego.

## Życiorys
Urodził się w Warszawie jako syn Stefana Łukasza (zm. 1948). Ukończył tam gimnazjum uzyskując maturę na tajnych kompletach w 1943. W tym samym roku rozpoczął studia na tajnym Wydziale Prawa Uniwersytetu Warszawskiego. W 1944 wstąpił w szeregi Armii Krajowej. Brał udział w powstaniu warszawskim. następnie służył w 1 Armii Wojska Polskiego, w 20 pułku artylerii przeciwpancernej. Z jednostką tą walczył o wyzwolenie Warszawy w 1945, Wał Pomorski, Kołobrzeg, forsował Odrę i brał udział w szturmie Berlina.
Ukończył studia prawnicze na Uniwersytecie Warszawskim w 1948. W 1959 uzyskał stopień doktora nauk prawnych na podstawie rozprawy Udział mas ludowych w kontroli administracji państwowej (promotorem był prof. Maurycy Jaroszyński). W 1966 uzyskał habilitację po przedstawieniu rozprawy Działalność organów państwowych na obszarze aglomeracji miejskiej. Od 1971 był profesorem nadzwyczajnym, a od 1983 profesorem zwyczajnym. Od 1969 do 1993 był kierownikiem Zakładu Prawa Administracyjnego i Nauki Administracji UW. Przez kilka lat był także dyrektorem Instytutu Nauk Prawno-Administracyjnych UW.
Pracę naukową łączył z praktyką działania w administracji. Od 1947 do 1950 był zatrudniony w Biurze Rad Narodowych w Kancelarii Cywilnej Prezydenta Rzeczypospolitej Polskiej oraz w Kancelarii Rady Państwa. Od 1951 do 1953 był pracownikiem Państwowej Komisji Etatów w Urzędzie Rady Ministrów, a od 1953 do 1962 był naczelnikiem Wydziału Prawnego w Komitecie Budownictwa.
Zmarł w Warszawie, pochowany 13 marca 1995 na cmentarzu Bródnowskim (kwatera 90B-4-18).

## Wybrane publikacje
- Nauka administracji (1969)
- Zagadnienia postępowania administracyjnego (1970)
- Zasady postępowania administracyjnego (1971)
- Postępowanie administracyjne (1974)
- Zarys nauki administracji (1979)
- Wojewoda w systemie administracji państwowej (1982)
- Polskie prawo administracyjne (red., 1985)
- Rady narodowe i terenowe organy administracji państwowej (1987)